# Irkut-10
Irkut-10 (ros. Иркут-10) – rosyjski bezzałogowy statek powietrzny zbudowany w zakładach lotniczych Irkut.

## Historia
Dron jest przeznaczony do prowadzenia rozpoznania bliskiego zasięgu. Przenoszone wyposażenie pozwala na transmisję w czasie rzeczywistym sygnału wideo w paśmie widzialnym lub podczerwieni oraz przesyłanie zdjęć i informacji o lokalizacji obserwowanych obiektów. W 2009 r. rosyjska komisja śledcza przy Prokuraturze Federacji rosyjskiej zakupiła drony za 100 000 dolarów.
System Irkut-10 obejmuje dwa drony oraz naziemne stanowisko kontroli lotu i obsługi technicznej. Obsługa potrzebuje 15 minut na przygotowanie maszyny do startu, który odbywa się z wykorzystaniem katapulty. Lądowanie odbywa się z wykorzystaniem spadochronu.